# Cotter River
Cotter River är ett vattendrag i Australien. Det ligger i territoriet Australian Capital Territory, i den sydöstra delen av landet, omkring 16 kilometer väster om huvudstaden Canberra.
Trakten runt Cotter River består i huvudsak av gräsmarker. Runt Cotter River är det mycket tätbefolkat, med 1 266 invånare per kvadratkilometer. Genomsnittlig årsnederbörd är 990 millimeter. Den regnigaste månaden är februari, med i genomsnitt 169 mm nederbörd, och den torraste är maj, med 39 mm nederbörd.